# Leptóide
Um leptóide é um tipo de célula condutora que existe nos caulídios de alguns musgos, tal como na família Polytrichaceae. Rodeiam fileiras de hidróides condutores de água. Possuem semelhanças estruturais e desenvolvimentais com os elementos de tubo de plantas vasculares sem sementes. Quando maturas possuem paredes celulares no ápice inclinadas, com pequenos poros e núcleos degenerados. As células condutores dos musgos, os leptóides e hidróides, parecem semelhantes às dos protraqueófitos. No entanto, parecem não ser um estágio intermédio na evolução dos tecidos vasculares das plantas, mas sim uma origem evolutiva independente.